# Whirlaway
Whirlaway (1938-1953) est un cheval de course pur-sang anglais. Cinquième lauréat de la Triple Couronne américaine, élu deux fois cheval de l'année, il est membre du Hall of Fame des courses américaines.

## Carrière de courses
Né au grand haras Calumet Farm, Whirlaway est confié à l'entraîneur Ben A. Jones qui le fait débuter au mois de juin de ses 2 ans à Lincoln Fields dans l'Illinois. Progessant au fil des courses, il remporte une première victoire importante dans les Saratoga Special Stakes, sous la monte de Johnny Longden, l'un des meilleurs jockeys de son temps. À la fin de la saison, il a remporté sept de ses seize sorties, et accroché à son palmarès quelques-unes des plus importantes courses pour 2 ans, les Hopeful Stakes, le Breeders' Futurity et les Walden Stakes. 

Casaque de Calumet Farm

L'un des poulains les plus en vue pour les classiques de 3 ans, Whirlaway passe par le circuit des allowances, et termine deuxième de deux préparatoires au Kentucky Derby, les Bluegrass Stakes et les Derby Trial Stakes. Mais le jour J, il y a lui et les autres : monté pour l'occasion par le grand jockey Eddie Arcaro, il écrase la course, s'imposant de huit longueurs, un record. Et il remet ça une semaine plus tard dans les Preakness Stakes, cette fois par cinq longueurs et demi. Ne lui reste qu'à conquérir les Belmont Stakes, et encore une fois Whirlaway se montre souverain, de deux longueurs et demi. Il est devenu le cinquième poulain de l'histoire à avoir bouclé victorieusement la Triple Couronne après Sir Barton en 1919, Gallant Fox en 1930, Omaha en 1935 et War Admiral en 1937. Alternant victoires et deuxièmes places dans la suite de sa saison, il devient le premier cheval à enchaîner la Triple couronne et les Travers Stakes. Il termine naturellement meilleur 3 ans de l'année et surtout cheval de l'année, de justesse, aux dépens du phénoménal 2 ans Alsab.  
Whirlaway n'allait pas en rester là, poursuivant sa carrière jusqu'en 1943, en faisant preuve d'une grande régularité et remportant en tout plus de la moitié de ses courses. Il court beaucoup, souvent très rapproché, et empoche plusieurs grands handicaps américains, parmi lesquels le Clark Handicap et le Brooklyn Handicap, s'approprie quelques records de piste, et réalise même un walk-over dans le Pimlico Special. À l'été 1942, il affronte en un contre un Alsab, qui au printemps a remporté les Preakness Stakes et terminé deuxième du Kentucky Derby et des Belmont Stakes, dans une course spécialement créée pour eux sur l'hippodrome de Narragansett Park à Pawtucket dans l'état de Rhode Island. La lutte est acharnée et c'est le cadet qui l'emporte, d'un nez. Whirlaway prend sa revanche en octobre dans la Jockey Club Gold Cup, de 3/4 de longueur cette fois, et si Alsab gagne la belle dans le New York Handicap, où Whirlaway termine troisième, c'est bien ce dernier qui empoche un deuxième titre de cheval de l'année. En juin 1943, il se produit deux fois à Washington mais semble avoir perdu de sa superbe et il est retiré au haras. 
Admis au Hall of Fame des courses américaines en 1959, Whirlaway est classé au 26e rang de la liste des 100 chevaux américains du XXe siècle établie en 1999 par le magazine Blood-Horse.

### Résumé de carrière
| Date         | Hippodrome        | Pays        | Course                        | Distance    | Jockey       | Place       | Écart       | Vainqueur ou deuxième |
| 1940, 2 ans  | 1940, 2 ans       | 1940, 2 ans | 1940, 2 ans                   | 1940, 2 ans | 1940, 2 ans  | 1940, 2 ans | 1940, 2 ans | 1940, 2 ans           |
| ------------ | ----------------- | ----------- | ----------------------------- | ----------- | ------------ | ----------- | ----------- | --------------------- |
| 3 juin       | Lincoln Fields    | États-Unis  | Maiden                        | 1 000 m     | J. Richard   | 1er / 11    | nez         | Beau Brannon          |
| 25 juin      | Arlington Park    | États-Unis  | Allowance                     | 1 100 m     | S. Clark     | 3e / 7      | 3 ¾         | My Bill               |
| 2 juillet    | Arlington Park    | États-Unis  | Allowance                     | 1 100 m     | S. Clark     | 1er / 10    | 1           | De Kalb               |
| 6 juillet    | Arlington Park    | États-Unis  | Hyde Park Stakes              | 1 100 m     | S. Clark     | 4e / 13     | 7 ½         | Misty Isle            |
| 20 juillet   | Arlington Park    | États-Unis  | Allowance                     | 1 100 m     | J. Richard   | 4e / 13     | 4           | Misty Isle            |
| 27 juillet   | Arlington Park    | États-Unis  | Arlington Futurity            | 1 200 m     | J. Longden   | 3e / 12     | 5 ½         | Swain                 |
| 3 août       | Saratoga          | États-Unis  | United States Hotel Stakes    | 1 200 m     | J. Longden   | 2e / 10     | 5 ½         | Attention             |
| 8 août       | Saratoga          | États-Unis  | Saratoga Special Stakes       | 1 200 m     | J. Longden   | 1er / 8     | 1 ½         | New World             |
| 24 août      | Saratoga          | États-Unis  | Grand Union Hotel Stakes      | 1 200 m     | J. Longden   | 2e / 6      | 1 ½         | New World             |
| 31 août      | Saratoga          | États-Unis  | Hopeful Stakes                | 1 300 m     | J. Longden   | 1er / 4     | 1           | Attention             |
| 24 septembre | Belmont Park      | États-Unis  | Allowance                     | 1 200 m     | J. Longden   | 5e / 10     | 6           | Our Boots             |
| 28 septembre | Belmont Park      | États-Unis  | Futurity Stakes               | 1 300 m     | J. Longden   | 3e / 14     | 3 ¼         | Our Boots             |
| 8 octobre    | Keeneland         | États-Unis  | Allowance                     | 1 200 m     | J. Longden   | 1er / 8     | 2           | Blue Pair             |
| 19 octobre   | Keeneland         | États-Unis  | Breeders' Futurity            | 1 200 m     | J. Longden   | 1er / 5     | 1           | Blue Pair             |
| 2 novembre   | Pimlico           | États-Unis  | Pimlico Futurity              | 1 700 m     | J. Longden   | 3e / 8      | 5           | Bold Irishman         |
| 14 novembre  | Pimlico           | États-Unis  | Walden Stakes                 | 1 700 m     | G. Woolf     | 1er / 8     | 4           | Magnificent           |
| 1941, 3 ans  |                   |             |                               |             |              |             |             |                       |
| 8 février    | Hialeah Park      | États-Unis  | Allowance                     | 1 200 m     | W. Eads      | 1er / 5     | tête        | Signator              |
| 18 février   | Hialeah Park      | États-Unis  | Allowance                     | 1 400 m     | B. James     | 3e / 5      | 5           | Agricole              |
| 22 mars      | Tropical Park     | États-Unis  | Allowance                     | 1 200 m     | B. James     | 3e / 6      | 1 ¾         | Little Beans          |
| 28 mars      | Tropical Park     | États-Unis  | Allowance                     | 1 100 m     | R.L. Vedder  | 1er / 6     | enc.        | Zacatin               |
| 11 avril     | Keeneland         | États-Unis  | Handicap Race                 | 1 200 m     | W. Eads      | 1er / 5     | enc.        | Blue Pair             |
| 24 avril     | Keeneland         | États-Unis  | Bluegrass Stakes              | 1 800 m     | W. Eads      | 2e / 4      | 6           | Our Boots             |
| 29 avril     | Churchill Downs   | États-Unis  | Derby Trial Stakes            | 1 600 m     | W. Eads      | 2e / 6      | 3/4         | Blue Pair             |
| 3 mai        | Churchill Downs   | États-Unis  | Kentucky Derby                | 2 000 m     | E. Arcaro    | 1er / 11    | 8           | Staretor              |
| 10 mai       | Pimlico           | États-Unis  | Preakness Stakes              | 1 900 m     | E. Arcaro    | 1er / 8     | 5 ½         | King Cole             |
| 20 mai       | Belmont Park      | États-Unis  | Allowance                     | 1 700 m     | W. Eads      | 1er / 5     | 2 ¼         | Mioland               |
| 7 juin       | Belmont Park      | États-Unis  | Belmont Stakes                | 2 400 m     | E. Arcaro    | 1er / 4     | 2 ½         | Robert Morris         |
| 21 juin      | Aqueduct          | États-Unis  | Dwyer Stakes                  | 2 000 m     | E. Arcaro    | 1er / 4     | 1 ¼         | Market Wise           |
| 15 juillet   | Arlington Park    | États-Unis  | Special Event                 | 1 800 m     | W. Eads      | 1er / 4     | 2 ½         | Daily Trouble         |
| 26 juillet   | Arlington Park    | États-Unis  | Classic Stakes                | 2 000 m     | A. Shelhamer | 2e / 6      | 1 ½         | Attention             |
| 6 août       | Saratoga          | États-Unis  | Saranac Handicap              | 1 600 m     | A. Robertson | 1er / 5     | nez         | War Relic             |
| 16 août      | Saratoga          | États-Unis  | Travers Stakes                | 2 000 m     | A. Robertson | 1er / 3     | 3 ¾         | Fairymant             |
| 23 août      | Washington Park   | États-Unis  | American Derby                | 2 000 m     | A. Robertson | 1er / 5     | 2 ¾         | Bushwacker            |
| 13 septembre | Narragansett Park | États-Unis  | Narragansett Special Handicap | 1 900 m     | A. Robertson | 2e / 4      | 4 ½         | War Relic             |
| 20 septembre | Belmont Park      | États-Unis  | Lawrence Realization Handicap | 2 600 m     | A. Robertson | 1er / 4     | 8           | Alaking               |
| 27 septembre | Belmont Park      | États-Unis  | Jockey Club Gold Cup          | 3 200 m     | A. Robertson | 2e / 4      | nez         | Market Wise           |
| 1942, 4 ans  |                   |             |                               |             |              |             |             |                       |
| 9 avril      | Keeneland         | États-Unis  | Phoenix Handicap              | 1 200 m     | A. Craig     | 2e / 5      | tête        | Devil Diver           |
| 15 avril     | Keeneland         | États-Unis  | Handicap Race                 | 1 200 m     | A. Craig     | 2e / 8      | 1/2         | Sun Again             |
| 25 avril     | Churchill Downs   | États-Unis  | Clark Handicap                | 1 700 m     | W. Eads      | 1er / 5     | tête        | Anobarr               |
| 6 mai        | Pimlico           | États-Unis  | Dixie Handicap                | 1 900 m     | E. Arcaro    | 1er / 8     | 3/4         | Attention             |
| 30 mai       | Belmont Park      | États-Unis  | Suburban Handicap             | 2 000 m     | E. Arcaro    | 2e / 11     | 2           | Market Wise           |
| 13 juin      | Aqueduct          | États-Unis  | Carter Handicap               | 1 400 m     | L. Haas      | 3e / 9      | 3/4         | Doublrab              |
| 22 juin      | Aqueduct          | États-Unis  | Allowance                     | 1 800 m     | G. Woolf     | 1er / 5     | nez         | Attention             |
| 27 juin      | Aqueduct          | États-Unis  | Brooklyn Handicap             | 2 000 m     | G. Woolf     | 1er / 8     | 1 ¾         | Swing And Sway        |
| 4 juillet    | Empire City       | États-Unis  | Butler Handicap               | 1 900 m     | G. Woolf     | 2e / 7      | 2 ½         | Tola Rose             |
| 15 juillet   | Suffolk Downs     | États-Unis  | Massachusetts Handicap        | 1 800 m     | G. Woolf     | 1er / 7     | 2 ¼         | Rounders              |
| 1er août     | Arlington Park    | États-Unis  | Artlington Handicap           | 2 000 m     | E. Arcaro    | 2e / 5      | 3 ½         | Rounders              |
| 29 août      | Garden State      | États-Unis  | Trenton Handicap              | 1 800 m     | W. Eads      | 1er / 4     | 1           | Rosetown              |
| 12 septembre | Narragansett Park | États-Unis  | Narragansett Special Handicap | 1 900 m     | G. Woolf     | 1er / 7     | 2           | Boysy                 |
| 19 septembre | Narragansett Park | États-Unis  | Match Race                    | 1 900 m     | G. Woolf     | 2e / 2      | nez         | Alsab                 |
| 26 septembre | Belmont Park      | États-Unis  | Manhattan Handicap            | 2 400 m     | J. Westrope  | 2e / 8      | 1 ½         | Bolingbroke           |
| 3 octobre    | Belmont Park      | États-Unis  | Jockey Club Gold Cup          | 3 200 m     | G. Woolf     | 1er / 4     | 3/4         | Alsab                 |
| 10 octobre   | Belmont Park      | États-Unis  | New York Handicap             | 3 600 m     | J. Westrope  | 3e / 12     | 1 ¼         | Alsab                 |
| 24 octobre   | Laurel            | États-Unis  | Washington Handicap           | 2 000 m     | G. Woolf     | 1er / 9     | 1/2         | Thumbs Up             |
| 28 octobre   | Pimlico           | États-Unis  | Pimlico Special               | 1 900 m     | G. Woolf     | 1er / 1     | walk-over   | walk-over             |
| 3 novembre   | Pimlico           | États-Unis  | Riggs Handicap                | 1 900 m     | G. Woolf     | 2e / 6      | 2 ½         | Riverland             |
| 11 novembre  | Pimlico           | États-Unis  | Governor Bowie Handicap       | 2 600 m     | W. Eads      | 1er / 4     | 3           | Dark Discovery        |
| 12 décembre  | Fairgrounds       | États-Unis  | Louisiana Handicap            | 1 800 m     | W. Eads      | 1er / 8     | 1 ½         | Heartman              |
| 1943, 5 ans  |                   |             |                               |             |              |             |             |                       |
| 22 juin      | Washington Park   | États-Unis  | Allowance                     | 1 600 m     | W. Eads      | 3e / 7      | 3 ¼         | Mar-Kell              |
| 26 juin      | Washington Park   | États-Unis  | Equipoise Mile H.             | 1 600 m     | W. Eads      | 5e / 12     | 5 ¼         | Best Seller           |

## Au haras
Whirlaway revient à Calumet Farms pour y accomplir ses devoirs d'étalon. Il donnera quelques bons chevaux tels Scattered (Coaching Club American Oaks), Whirl Some (Selima Stakes), Dart By (All American Handicap) ou Whirling Bat (Louisiana Derby). En août 1950, il est acquis par Marcel Boussac, en vue de la saison de monte 1953. Whirlaway arrive au haras de Fresnay-le-Buffard en Normandie en septembre 1952 mais décède prématurément en avril 1953.  

## Origines
Whirlaway est issu du Britannique Blenheim, lauréat du Derby d'Epsom 1930 sous les couleurs de l'Aga Khan III, devenu un étalon très influent tant en Europe qu'aux États-Unis où il est acquis pour £ 45 000 par un syndicat regroupant plusieurs haras américain dont Claiborne Farm et Calumet Farm. En Europe, il est le père de Mahmoud (lauréat du Derby et surtout père de la grande poulinière Almahmoud, mère entre autres de Natalma, d'où Northern Dancer), Donatello (père des champions Crepello et Alycidon), ou Mumtaz Begum, la mère du grand sire Nasrullah. Aux États-Unis, Blenheim a conquis le titre de Champion sire en 1941 notamment grâce à Whirlaway, mais on lui doit aussi Jet Pilot, un autre vainqueur de Kentucky Derby. 
La mère de Whirlaway, Dustwhirl, fut acquise par A.B. Hancok, le propriétaire de Calumet Farm, pour $ 12 000 alors qu'elle le portait dans ses flancs. Dustwhirl s'était déjà signalée au haras en donnant Reaping Reward (par Sickle), qui se classa troisième du Kentucky Derby de War Admiral en 1937. Elle se recommande aussi de son frère Osmand (par Sweeper), lui-même deuxième du Kentucky Derby en 1928.

### Pedigree
| Origines de Whirlaway (USA), mâle alezan né en 1938 | Origines de Whirlaway (USA), mâle alezan né en 1938 | Origines de Whirlaway (USA), mâle alezan né en 1938 | Origines de Whirlaway (USA), mâle alezan né en 1938 |
| --------------------------------------------------- | --------------------------------------------------- | --------------------------------------------------- | --------------------------------------------------- |
| Père Blenheim 1927                                  | Blandford 1919                                      | Swynford                                            | John o'Gaunt                                        |
| Père Blenheim 1927                                  | Blandford 1919                                      | Swynford                                            | Canterbury Pilgrim                                  |
| Père Blenheim 1927                                  | Blandford 1919                                      | Blanche                                             | White Eagle                                         |
| Père Blenheim 1927                                  | Blandford 1919                                      | Blanche                                             | Black Cherry                                        |
| Père Blenheim 1927                                  | Malva 1919                                          | Charles O'Malley                                    | Desmond                                             |
| Père Blenheim 1927                                  | Malva 1919                                          | Charles O'Malley                                    | Goody Two-Shoes                                     |
| Père Blenheim 1927                                  | Malva 1919                                          | Wild Arum                                           | Robert Le Diable                                    |
| Père Blenheim 1927                                  | Malva 1919                                          | Wild Arum                                           | Marliacea                                           |
| Mère Dustwhirl 1926                                 | Sweep 1907                                          | Ben Brush                                           | Bramble                                             |
| Mère Dustwhirl 1926                                 | Sweep 1907                                          | Ben Brush                                           | Roseville                                           |
| Mère Dustwhirl 1926                                 | Sweep 1907                                          | Pink Domino                                         | Domino                                              |
| Mère Dustwhirl 1926                                 | Sweep 1907                                          | Pink Domino                                         | Belle Rose                                          |
| Mère Dustwhirl 1926                                 | Ormonda 1916                                        | Superman                                            | Commando                                            |
| Mère Dustwhirl 1926                                 | Ormonda 1916                                        | Superman                                            | Anomaly                                             |
| Mère Dustwhirl 1926                                 | Ormonda 1916                                        | Princess Ormonde                                    | Ormondale                                           |
| Mère Dustwhirl 1926                                 | Ormonda 1916                                        | Princess Ormonde                                    | Ophirdale (famille 8-h)                             |